# Lesperon (Landes)
Lesperon è un comune francese di 1 021 abitanti situato nel dipartimento delle Landes nella regione della Nuova Aquitania.

## Società

### Evoluzione demografica
Abitanti censiti